# Charles Goujon
Pour les articles homonymes, voir Goujon.
Charles Goujon, né le 12 mars 1912 dans le 9e arrondissement de Paris, et mort en service aérien commandé le 21 mai 1957 à Melun-Villaroche est un aviateur français, pilote de guerre durant la Seconde Guerre mondiale, puis pilote d'essai après-guerre. Il est inhumé au cimetière communal de Sceaux.

## Biographie
Charles Henri Jean Goujon est pilote de chasse durant le début de la seconde guerre mondiale participant à 193 missions et obtenant quatre victoires officielles.
Devenu en 1946 pilote d'essais chez Morane Saunier puis à partir d'août 1947 à la SNCASO, il participe à la mise au point des SO.30, Triton, Vautour et Espadon, puis assure une grande partie du développement du SO-9000 «Trident», avion à réaction motorisé par deux Turboméca «Gabizo» montés en extrémités d'ailes et par une triple fusée SEPR, après l'accident du premier prototype blessant grièvement Charles Guignard.
Le 15 décembre 1953, il fait franchir à un prototype Espadon le mur du son en vol horizontal,. Non officiel, ce résultat fit de l'Espadon le deuxième appareil supersonique européen et de Charles Goujon, le deuxième pilote européen à franchir le mur du son, après le commandant Roger Carpentier, le 12 décembre 1952, à bord d'un Mystère II.
Il franchit mi-1955 pour la première fois mach 1 en montée sur le SO-9050 «Trident» après avoir allumé l'une après l'autre les trois fusées[réf. nécessaire].
Lors d'un vol de préparation du Salon de l'Aviation 1957, il trouve la mort sur la commune de Réau entre la ferme d' Eprunes et le parc du Plessis-Picard après avoir décollé de l'aérodrome de Melun-Villaroche le 21 mai 1957, son Trident II se disloquant en piqué.

## Distinctions et mémoire
- Officier de la Légion d'honneur
- Médaille militaire
- Croix de guerre 1939-1945 avec cinq citations
- Médaille de l'Aéronautique
- En 1957, l'Association des Journalistes Professionnels de l’Aéronautique et de l’Espace (AJPAE) lui décerne le prix Icare.
- Il existe une rue à son nom à Saint Raphaël (Var), à Rochefort-sur-Mer (Charente-Maritime).
- Un timbre a été édité à son effigie ainsi qu'à celle de Kostia (Constantin) Rozanoff en 1959[5].

## Publications
Charles Goujon, Trident, Editions France Empire, 1956